# Måskokjávrre
Måskokjávrre, enligt tidigare ortografi Måskokjaure, är en sjö i Jokkmokks kommun i Lappland och ingår i Luleälvens huvudavrinningsområde. Sjön har en area på 0,361 kvadratkilometer och ligger 696 meter över havet. Måskokjávrre ligger i Sarek Natura 2000-område.

## Delavrinningsområde
Måskokjávrre ingår i det delavrinningsområde (743898-158219) som SMHI kallar för Mynnar i Kamajåkkå. Medelhöjden är 581 meter över havet och ytan är 19,83 kvadratkilometer. Räknas de 3 avrinningsområdena uppströms in blir den ackumulerade arean 112,73 kvadratkilometer. Standárjåhkå som avvattnar avrinningsområdet har biflödesordning 4, vilket innebär att vattnet flödar genom totalt 4 vattendrag innan det når havet efter 309 kilometer. Avrinningsområdet består mestadels av skog (82 procent). Avrinningsområdet har 0,56 kvadratkilometer vattenytor vilket ger det en sjöprocent på 2,8 procent.